# Lista planetelor minore: 41001–42000
| Nume                                            | Denumire provizorie                             | Data descoperirii                               | Locul descoperirii                              | Descoperitor(i)                                 |                                                 |                                                 |                                                 |                                                 |                                                 |                                                 |                                                 |                                                 |                                                 |                                                 |                                                 |                                                 |                                                 |                                                 |                                                 |                                                 |                                                 |                                                 |                                                 |                                                 |                                                 |                                                 |                                                 |                                                 |                                                 |                                                 |                                                 |                                                 |                                                 |                                                 |                                                 |                                                 |                                                 |                                                 |                                                 |                                                 |                                                 |                                                 |                                                 |                                                 |                                                 |                                                 |                                                 |                                                 |                                                 |
| 41001–41100 Lista planetelor minore/41001–41100 | 41001–41100 Lista planetelor minore/41001–41100 | 41001–41100 Lista planetelor minore/41001–41100 | 41001–41100 Lista planetelor minore/41001–41100 | 41001–41100 Lista planetelor minore/41001–41100 | 41101–41200 Lista planetelor minore/41101–41200 | 41101–41200 Lista planetelor minore/41101–41200 | 41101–41200 Lista planetelor minore/41101–41200 | 41101–41200 Lista planetelor minore/41101–41200 | 41101–41200 Lista planetelor minore/41101–41200 | 41201–41300 Lista planetelor minore/41201–41300 | 41201–41300 Lista planetelor minore/41201–41300 | 41201–41300 Lista planetelor minore/41201–41300 | 41201–41300 Lista planetelor minore/41201–41300 | 41201–41300 Lista planetelor minore/41201–41300 | 41301–41400 Lista planetelor minore/41301–41400 | 41301–41400 Lista planetelor minore/41301–41400 | 41301–41400 Lista planetelor minore/41301–41400 | 41301–41400 Lista planetelor minore/41301–41400 | 41301–41400 Lista planetelor minore/41301–41400 | 41401–41500 Lista planetelor minore/41401–41500 | 41401–41500 Lista planetelor minore/41401–41500 | 41401–41500 Lista planetelor minore/41401–41500 | 41401–41500 Lista planetelor minore/41401–41500 | 41401–41500 Lista planetelor minore/41401–41500 | 41501–41600 Lista planetelor minore/41501–41600 | 41501–41600 Lista planetelor minore/41501–41600 | 41501–41600 Lista planetelor minore/41501–41600 | 41501–41600 Lista planetelor minore/41501–41600 | 41501–41600 Lista planetelor minore/41501–41600 | 41601–41700 Lista planetelor minore/41601–41700 | 41601–41700 Lista planetelor minore/41601–41700 | 41601–41700 Lista planetelor minore/41601–41700 | 41601–41700 Lista planetelor minore/41601–41700 | 41601–41700 Lista planetelor minore/41601–41700 | 41701–41800 Lista planetelor minore/41701–41800 | 41701–41800 Lista planetelor minore/41701–41800 | 41701–41800 Lista planetelor minore/41701–41800 | 41701–41800 Lista planetelor minore/41701–41800 | 41701–41800 Lista planetelor minore/41701–41800 | 41801–41900 Lista planetelor minore/41801–41900 | 41801–41900 Lista planetelor minore/41801–41900 | 41801–41900 Lista planetelor minore/41801–41900 | 41801–41900 Lista planetelor minore/41801–41900 | 41801–41900 Lista planetelor minore/41801–41900 | 41901–42000 Lista planetelor minore/41901–42000 | 41901–42000 Lista planetelor minore/41901–42000 | 41901–42000 Lista planetelor minore/41901–42000 | 41901–42000 Lista planetelor minore/41901–42000 | 41901–42000 Lista planetelor minore/41901–42000 |
| ----------------------------------------------- | ----------------------------------------------- | ----------------------------------------------- | ----------------------------------------------- | ----------------------------------------------- | ----------------------------------------------- | ----------------------------------------------- | ----------------------------------------------- | ----------------------------------------------- | ----------------------------------------------- | ----------------------------------------------- | ----------------------------------------------- | ----------------------------------------------- | ----------------------------------------------- | ----------------------------------------------- | ----------------------------------------------- | ----------------------------------------------- | ----------------------------------------------- | ----------------------------------------------- | ----------------------------------------------- | ----------------------------------------------- | ----------------------------------------------- | ----------------------------------------------- | ----------------------------------------------- | ----------------------------------------------- | ----------------------------------------------- | ----------------------------------------------- | ----------------------------------------------- | ----------------------------------------------- | ----------------------------------------------- | ----------------------------------------------- | ----------------------------------------------- | ----------------------------------------------- | ----------------------------------------------- | ----------------------------------------------- | ----------------------------------------------- | ----------------------------------------------- | ----------------------------------------------- | ----------------------------------------------- | ----------------------------------------------- | ----------------------------------------------- | ----------------------------------------------- | ----------------------------------------------- | ----------------------------------------------- | ----------------------------------------------- | ----------------------------------------------- | ----------------------------------------------- | ----------------------------------------------- | ----------------------------------------------- | ----------------------------------------------- |

| Predecesor: 40001–41000 | Lista planetelor minore 41001–42000 Semnificații ale numelor: 41001–42000 | Succesor: 42001–43000 |